# 跑酷

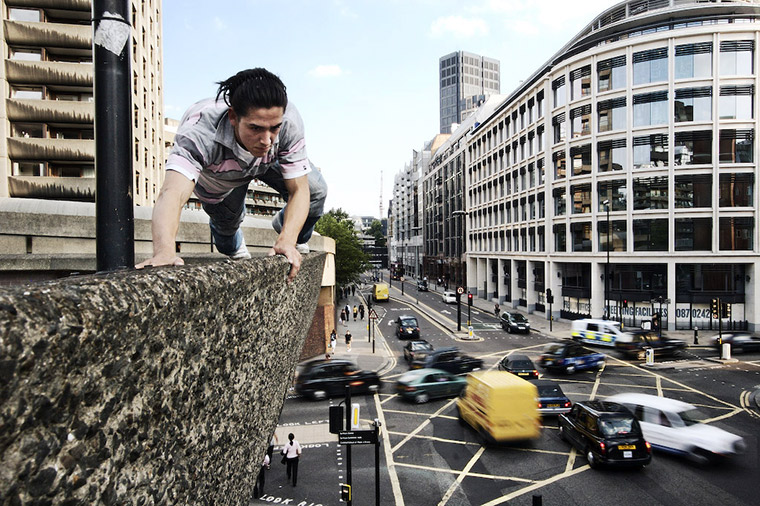
一位跑酷運動者正在表演「貓平衡」，這個動作用法文稱為「équilibre de chat」。

Parkour（法語：Parkour），有時缩寫為PK，在中國大陸及台灣譯做跑酷、城市疾走，香港譯做飛躍道（如香港飛躍道協會）。多以城市環境為運動的場所，常被歸類為一種極限運動。它並沒有既定規則，只是將各種建築設施當作障礙物或輔助，在其間迅速跑跳穿行。
此運動是由法国的达维德·贝勒等人所創立，他認為人能利用覺察，藉由運動來增強身心對緊急情況的應變能力。不同之處是武術旨在格鬥反擊，而跑酷旨在緊急脫逃。

## 起源
1980年代晚期，跑酷在巴黎城郊成型，是一個適應環境的活動，也是與環境的一種互動。參與的人有時被稱做，意即法文的子彈。他們會盪過樹枝、跳躍房子、飛越欄杆、跑上圍牆等高難度動作。
啟蒙跑酷文化的一個人物是乔治·埃贝尔，埃贝尔是個法國海軍軍官，在一次大戰之前就曾駐守世界不同地區，對法軍以及西方國家的體能訓練有著重大影響。埃贝尔被非洲土著深深影響，在他提出的「自然之道」中寫道：「他們（土著）有著美妙的身體，靈活且矯健，動作具有技術和耐力。可是他們沒有體育教練，大自然就是他們的體育教練。」「自然之道的精神不只在肌肉與呼吸之中，而是一種力量，一種引導與控制身體肌肉的意志力。」

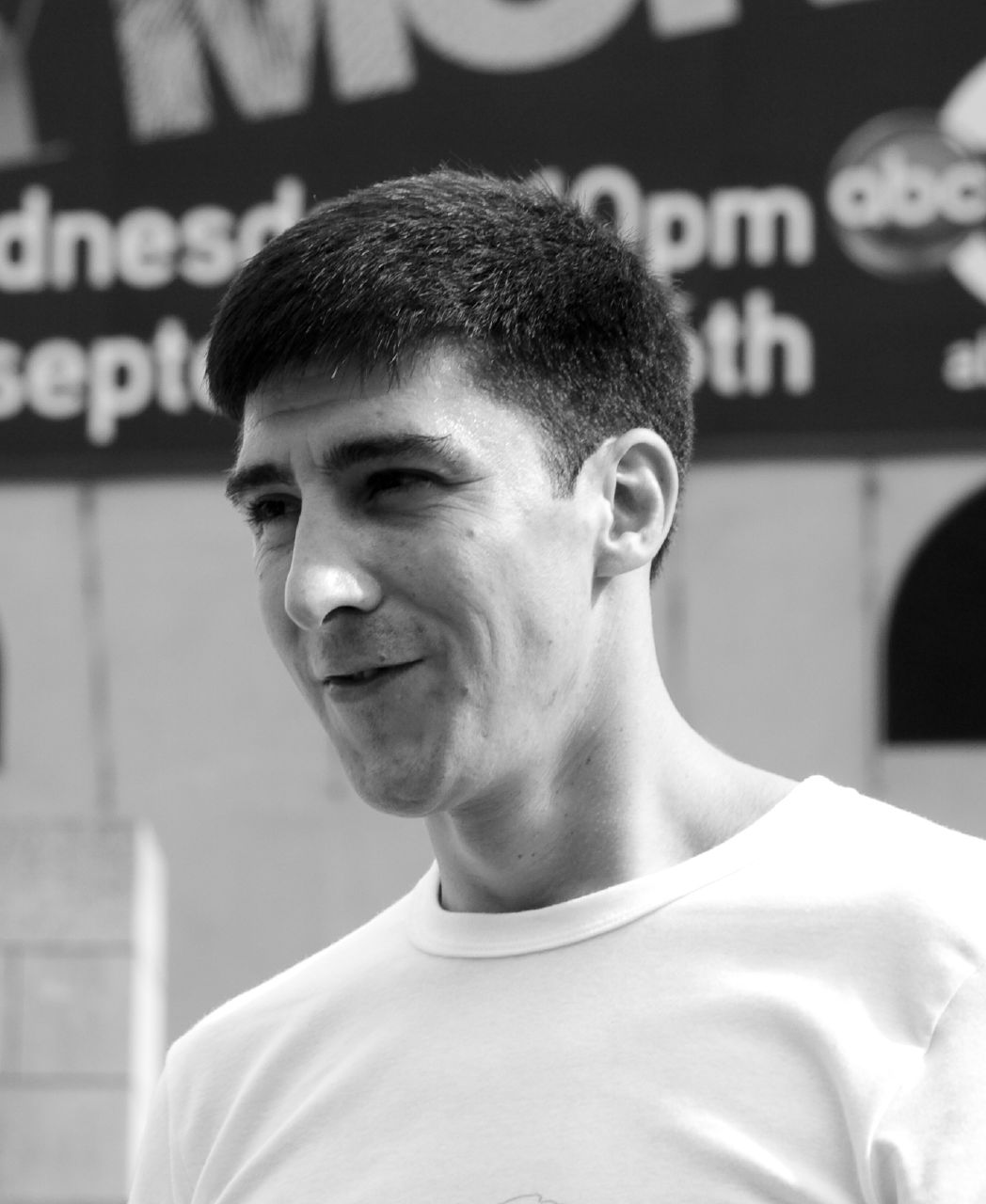
达维德·贝勒於紐約市，攝於2007年。

受盧梭原始主義的影響，埃贝尔編成一套以此為中心的體能訓練方法，有「行走」、「跑步」、「跳躍」、「四腳爬行」、「攀爬」、「平衡力」、「投擲」、「舉重」、「自我防衛」及「游泳」等十種方法。多種日後的體能訓練之場地都是受埃贝尔的影響，都是利用假想的自然環境去訓練，埃贝尔提倡的主義大大地影響到軍隊以及消防隊的訓練。
雷蒙·貝爾（Raymond Belle）是一個前軍人兼運動員，他曾在越南服役，退役後當上消防員，長期的工作歲月都接觸到埃贝尔的運動主義。雷蒙的兒子大衛·貝爾被很多人視為是跑酷的原創者，他擁有體操、田徑及武術的底子，他很快便找到一幫朋友願意幫助他去發展這種新活動。
這幫發展跑酷的運動員逐漸被注意，由當地的新聞報導到搬上大螢幕的電影《企業戰士》，但大衛·貝爾並未參加電影製作，他說這部電影是「出賣藝術」。原有的隊伍分裂後，原成員塞巴斯蒂安·富康（Sebastian Foucan）與多個媒體組織領頭製作了許多紀錄片，這些作品把跑酷重新帶到觀眾眼前，在網路上的影片傳播和互動也加快了跑酷在全世界的宣傳。

## 動作
與體操比較，跑酷裡較少有所謂的指定動作，也沒有全部動作的列表。練習者遇上的每一種新障礙物都成為個別的難題，克服障礙須視乎於諸多因素，例如身形、速度和障礙物之間的相對角度或障礙物本身的外形等等。跑酷訓練運動者的身心，他們須對障礙物作出適當的反應和技巧，很多時候這些技巧不能夠被歸類或確實命名。
跑酷的技巧是依靠快速的體重分配以及使用慣性動量，在身體快速移動的情況下，做出看似困難或不可能的動作。吸震和分配能量也是重要的因素，例如著地時的翻滾動作可以減少對雙腿及脊椎的衝擊力，讓運動者可以比一般的體操運動員更能忍受從更高的高處落下。對新手來說，有很多技巧可以用作訓練靈活度及動作的效率，最重要的是跳躍及著地的技巧。翻滾經常被定為最重要的技巧之一，因為可以用作減少下墜的撞擊力，同時將人的動量轉向前。
新聞中不乏跑酷身亡者，但是文中之人是否真的在從事跑酷，卻是有待商榷，在英國的跑酷團體曾被警方或消防部門警告，從樓房上躍下為極度危險的動作。俄罗斯已有發生跑酷者從16层墜樓身亡，当时他在樓頂邊緣為了完成後空翻，不慎從樓頂墜下。然而跑酷並非只能在樓頂上進行，因此此類新聞，只能說明有人因跑酷而身亡，但卻不構成「跑酷是極可能致命的」的結論。雖然大衛·貝爾從沒有嚴重受傷過，但世上並未對跑酷影響健康作詳細研究。跑酷運動者通常會循序漸進地練習，以避免出現健康問題。

## 常見動作

### 護身
護身（roll）是跑酷者（Traceur）必須掌握的技能。
其目的為分散落地時的衝擊，並將向下的動能轉換成向前的動能。
這是一個以雙腳著地後，使用雙手向前翻滾的動作。

### 魚躍護身
魚躍護身（dive roll）是一種翻滾動作，其目的為避免傷害，或是穿越障礙物。
與普通護身不同，這個動作是以手著地。

### 安全撐越
安全撐越（safety vault）是一種越障動作，被認為是最簡單的撐躍動作之一。
屬於少數幾個可以被緩慢執行的撐躍，就算在失去動能的狀況下依然可以使用。
以手和異側的腳支撐在障礙物上，以跨越障礙的動作。

### 金剛撐越
金剛撐越（kong vault）是一種越障動作，變化形式諸多。
屬於快速行進間可以執行的動作，對於各種長寬障礙物都可以進行適當應對。
該動作亦衍生出：雙重金剛（double kong）、大金剛（dive kong）、金剛精準（kong precision）

## 相關遊戲
跑酷的元素在眾多动作游戏的设计中亦有使用，如波斯王子及古墓丽影系列，只不过环境并非现代城市，动作也较有質感和更夸张。
- 波斯王子系列
- 刺客教條系列
- 细胞分裂系列
- 靚影特務系列
- 声名狼藉
- 邊緣戰士
- 古墓奇兵
- 垂死之光系列
- 矢量跑酷

## 相關電影
- 2000  終極殺陣2
- 2001  企業戰士
- 2003  拳霸 (Ong Bak)
- 2004
- 2004  赤色追緝令：末日審判
- 2006  007首部曲：皇家夜總會
- 2007
- 2007  神鬼認證：最後通牒
- 2008  007量子危機
- 2009  十月围城
- 2009
- 2010  波斯王子：時之刃
- 2010  玩酷青春
- 2011  變形金剛3
- 2011  黑蘭煞
- 2012  神鬼認證4
- 2012  蜘蛛人：驚奇再起
- 2013  狂舞派
- 2014  玩命特區
- 2015  極限快遞
- 2015  金牌特務
- 2015  蟻人
- 2016  名模大間諜2
- 2016  死侍
- 2016  刺客教條
- 2017  限制級戰警：重返極限
- 2019  長安十二時辰
- 2019  鬼影特攻：以暴制暴

## 相关演出
- 2024年夏季奥林匹克运动会开幕式

## 外部連結
维基共享资源上的相關多媒體資源：跑酷